# My Bloody Valentine (filme)
My Bloody Valentine (bra: Dia dos Namorados Macabro; prt: Carnaval Sangrento) é filme de terror canadense de 1981, dirigido por George Mihalka.

## Sinopse
Durante o baile de namorados de 1961, ocorre um acidente numa mina canadense, deixando vários mortos. Mas parece que apenas um sobreviveu, segundo conta uma lenda local, e se chamaria "Harry Warden". 20 anos depois (1981), o prefeito local resolve reabrir o baile de namorados. Mas isso não agradou a alguém e oficiais de polícia recebem estranhos pacotes contendo corações humanos. 

## Elenco
- Neil Afleck
- Lori Halier
- Paul Kelman
- Cintia Dale